# Type 3 secretiesysteem
Het type 3 secretiesysteem, (T3SS) of type III secretiesysteem is een eiwitstructuur die gevonden wordt in Gram-negatieve bacteriën. Het systeem wordt gebruikt door pathogene bacteriesoorten, zoals Yersinia, Shigella en Salmonella, om bacteriële eiwitten in het cytosol van een gastcel te injecteren. Bacteriën vergroten hiermee hun overlevingskans door bijvoorbeeld cellen van het immuunsysteem te omzeilen of te inactiveren. Het T3SS van Shigella soorten is in staat om een gat te maken in het celmembraan van macrofagen en daarna de cel apoptose te laten ondergaan door middel van het effector eiwit IpaB.

## Structuur
Het T3SS heeft een structuur die lijkt op een holle naald, bestaande uit alfa-helices met een lengte van 60-80 nm en een diameter van 3 nm. Eiwitten zijn over het algemeen te groot om door de naald te kunnen, daardoor worden eiwitten ontvouwen aan de basis van de naald, dit gebeurt onder invloed van het molecuul ATPase.
1. ↑  Murphy, Kenneth (Kenneth M.),, Weaver, Casey, Janeway, Charles,. Janeway's immunobiology, New York. ISBN 978-0-429-08488-1.
2. ↑  Hilbi, H., et al.  (1998). Shigella-induced apoptosis is dependent on caspase-1 which binds to IpaB. Gearchiveerd op 2 oktober 2022. 49  273
3. ↑  Akeda, Y., Galán, J.  (2005). Chaperone release and unfolding of substrates in type III secretion.. 7060  437